# Samantha Baranowski
Samantha Baranowski (geboren am 30. Januar 1990) in Stanhope (New Jersey) ist eine amerikanische Basketballspielerin. Sie wird vorwiegend auf den Positionen 4 und 5 (Power Forward und Center) eingesetzt.

## Leben
Samantha Baranowski wuchs in Stanhope, NJ auf und besuchte die Lenape Valley Regional Highschool, wo sie im Highschoolteam Basketball spielte. An der University of Maine studierte sie mit dem Abschluss Bachelor in International Affairs.

## Basketballkarriere
Von 2008 bis 2011 spielte sie im College Basketball-Team Black Bears der University of Maine. 2012 startete die 1,92 m große Athletin ihre Profi-Karriere beim deutschen Erstligisten BC Marburg. Nach nur einer Saison beim BC Marburg  wechselte sie zur Saison 2013/2014  nach England in die Womens British Basketball League, wo sie bei den Nottingham Wildcats spielte. Auch dort blieb sie nur eine Saison und wechselte 2014 zum deutschen Zweitligisten TK Hannover.